# Прохоровское поле (музей-заповедник)
Музей-заповедник Прохоровское поле (Федеральное государственное бюджетное учреждение культуры государственный военно-исторический музей-заповедник «Прохоровское поле») — многофункциональный комплекс, объединяющий различные объекты, служащие увековечиванию и популяризации подвига, совершенного во времена Великой Отечественной войны. В районе Прохоровского поля 12 июля 1943 года произошло одно из крупнейших за всю историю танковых сражений. Прохоровское поле как место сражения является третьим ратным полем России после Куликова поля и Бородинского.

## История

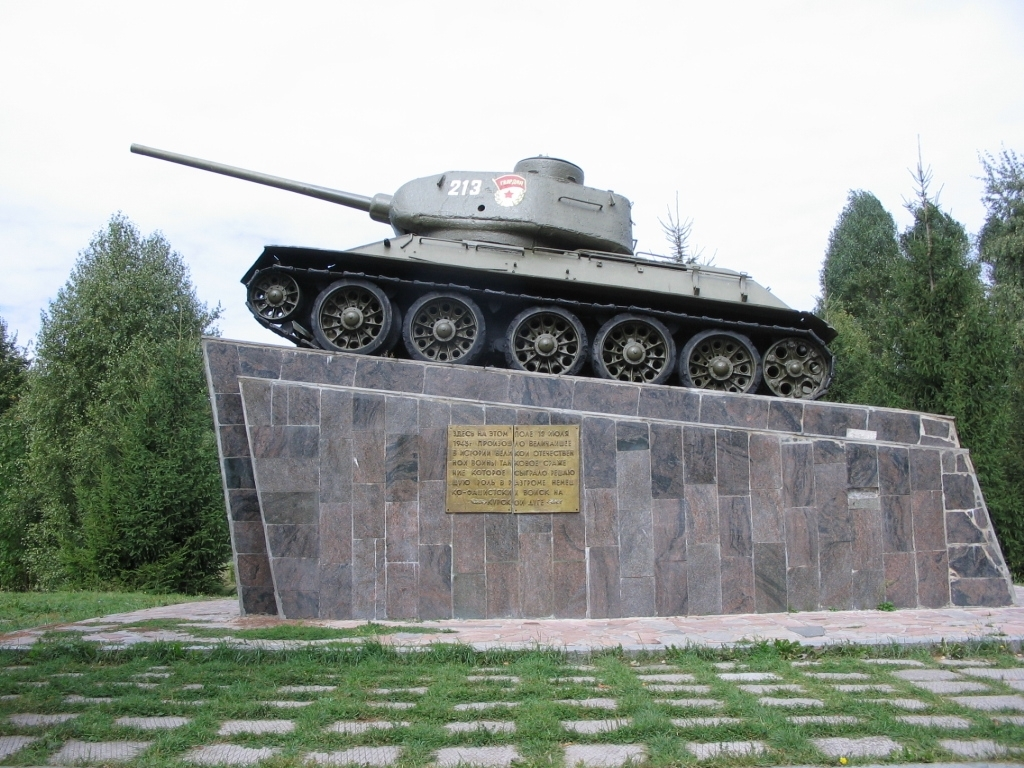
Первый памятник на Прохоровском поле

17 февраля 1971 года во время визита в Прохоровку маршала Ротмистрова П. А. (командующего танковой армией в сражении под Прохоровкой) возникла идея увековечить память о погибших героях Курской битвы. Уже в марте 1973 года установлен первый памятник на высоте 252,2 м — танк Т-34-85, доставленный из Среднеазиатского военного округа. Чуть позже доставили на железнодорожной платформе два артиллерийских орудия ЗиС-2.
11 июля 1973 года был открыт первый мемориал участникам сражения, состоявший из танка и двух пушек, заложив начало будущего музея-заповедника.
В 1981 году на месте подвига бронебойщиков ст. лейтенанта П. И. Шпетного установлен памятный знак. На этом месте бронебойщики подбили семь танков германской дивизии СС «Мёртвая голова».
12 июля 1994 года в 51-летнюю годовщину танкового сражения в хуторе Сторожевое Второе на братской могиле установлен поклонный крест, выполненный скульптором Вячеславом Михайловичем Клыковым.
26 апреля 1995 года вышел указ президента Б. Н. Ельцина О создании Государственного военно-исторического музея-заповедника «Прохоровское поле». Указ стал ответом на предложение, исходящее от руководства Белгородской области и Министерства культуры Российской Федерации.
3 мая 1995 года в Прохоровке открыты сразу два объекта: памятник Звонница на Прохоровском поле и Храм Святых Апостолов Петра и Павла. Они были открыты в торжественной обстановке, освятил их патриарх Алексий II. Тогда же с благословления Алексия II открылась «Библиотека Н. И. Рыжкова» в доме причта при храме святых апостолов Петра и Павла. Книжный фонд увеличивался и в мае 1999 года библиотеку перенесли в новое здание культурно-исторического центра третьего ратного поля России «Прохоровское поле». Со временем в библиотеке появился видеозал со своей видеотекой, предметы живописи.
3 мая 2000 года в Прохоровке открыта ротонда «Колокол единения трёх братских народов». На открытии присутствовали президенты России, Украины и Белоруссии, представители духовенства.
2 мая 2010 года было открыто здание «Музея боевой славы Третьего ратного поля России». Перед музеем размещена скульптурно-художественная композиция «Танковое сражение под Прохоровкой. Таран» (скульптор Фридрих Согоян в соавторстве с сыном Ваге).
16 мая 2015 года состоялось открытие танкодрома, трасса которого расположена рядом с музеем «Третье ратное поле России», а трибуны способны вместить 1300 человек.
9 мая 2020 года состоится открытие нового комплекса посвящённого работникам тыла.

## Объекты
Объекты музея разнесены по территории. Большинство из них расположено в самом посёлке Прохоровка, на Танковом поле и в примыкающем к нему Парке Победы рядом с остановочным пунктом Звонница (в пяти километрах к юго-западу от станции Прохоровка).
- Прохоровка:
  - Колокол единения трёх братских народов: русского, украинского и белорусского
  - Храм Святых Первоверховных Апостолов Петра и Павла
  - Библиотека Рыжкова Н. И. на Прохоровском поле
  - Культурно-исторический центр Третьего ратного поля России «Прохоровское поле»
  - Музей боевой славы Третьего ратного поля России и скульптурно-художественная композиция «Танковое сражение под Прохоровкой. Таран»
  - Памятник «Воинам, погибшим на Прохоровском поле»
  - Танкодром
  - Выставочная площадка танкодрома
  - Скульптурная композиция «Танковый десант»
  - Музей бронетанковой техники (выставка бронетанковой техники и вооружения Красной армии)
- Танковое поле (у остановочного пункта Звонница):
  - Памятник советским танкистам на высоте 252,2 м танк Т-34-85
  - Памятник победы — Звонница на Прохоровском поле
  - Аллея бронетанковой техники, артиллерийских систем и средств ПВО
  - Бюст Дмитрия Донского
  - Бюст Кутузова М. И.
  - Бюст Жукова Г. К.
  - Памятник Клыкову В. М., автору Звонницы
- Парк Победы (у остановочного пункта Звонница):
  - Крестовоздвиженская часовня
  - Памятник «Женщинам войны»
  - Памятник «Лейтенантам войны»
  - Памятник «Лейтенанту Борисову» (во время Курской битвы звание — сержант)
  - Памятник командующим фронтами в Курской битве (Конев И. С. (Степной фронт), Василевский А. М. (координировал действия Воронежского и Степного фронтов), Рокоссовский К. К. (Центральный фронт))
  - Памятник командармам в Курской битве (Ротмистров П. А. (5-я гвардейская танковая армия), Крючёнкин В. Д. (69-я армия), Жадов А. С. (5-я гвардейская армия))
  - Памятник старшему лейтенанту Шпетному П. И., герою Советского союза
  - Памятник «Прощание», на постаменте слова «Жди меня, и я вернусь. Только очень жди…»
  - Памятник «Привал»
  - Реконструированный фрагмент военного лагеря с траншеями и блиндажом
- Наблюдательный пункт в виде блиндажа генерала Ротмистрова П. А.
- Воинское захоронение солдат и офицеров в хуторе Сторожевое Второе
- Памятный знак на месте подвига (ныне поле Шпетного у дороги из Прохоровки в хутор Весёлый, в 8 км от Звонницы и в 3 км от хутора Весёлый) Героя СССР старшего лейтенанта Шпетного П. И.

## Мероприятия
На территории музея-заповедника ежегодно проходят поминальные мероприятия в день освобождения п. Прохоровка от немецко-фашистских захватчиков (6 февраля), День победы (9 мая), День памяти и скорби (22 июня), День Прохоровского танкового сражения (12 июля). С 2013 года ежегодно в августе проводится фестиваль воздухоплавания Небосвод Белогорья.

## Галерея

Объекты музея-заповедника
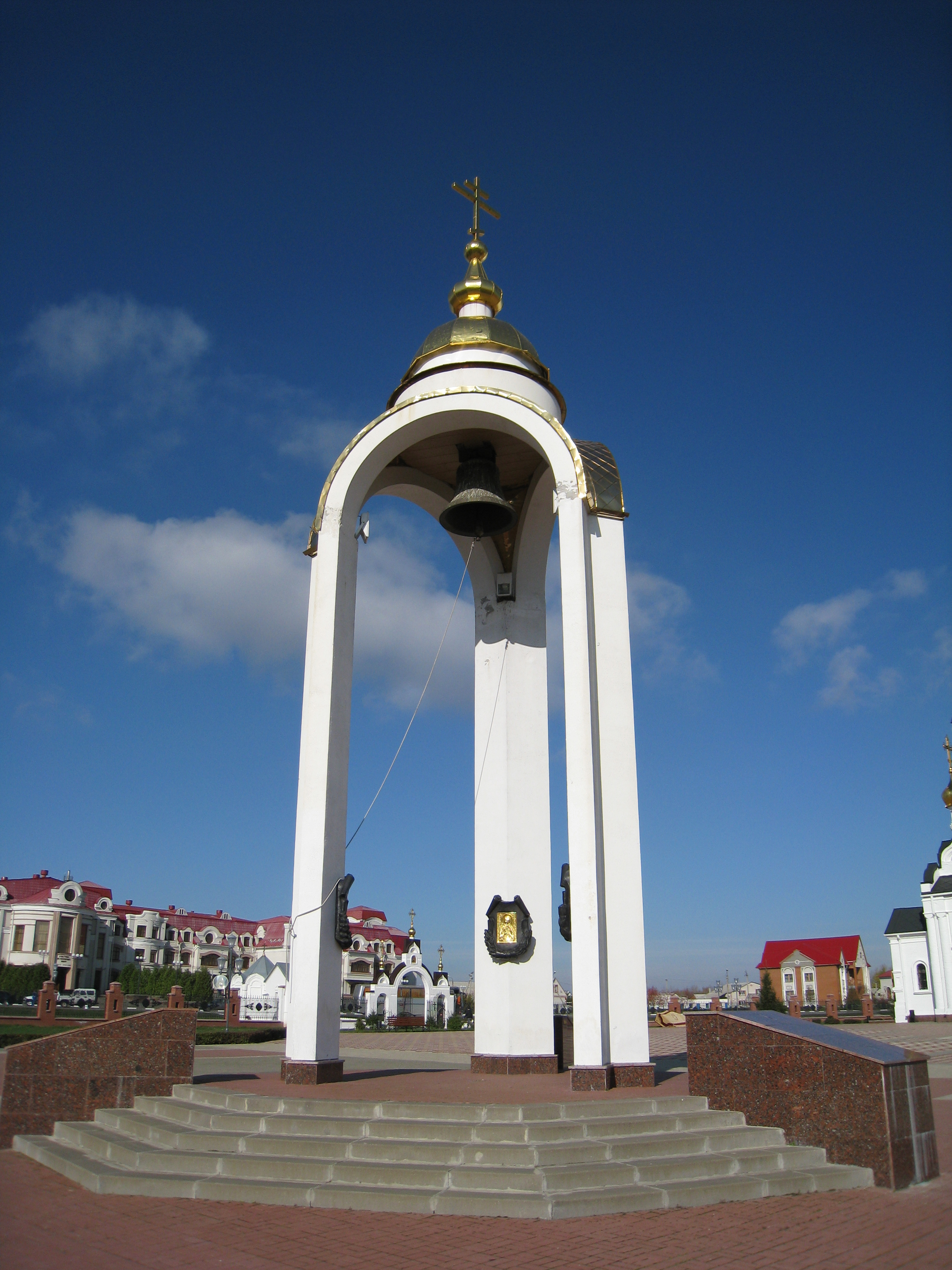
Колокол единения трёх братских народов
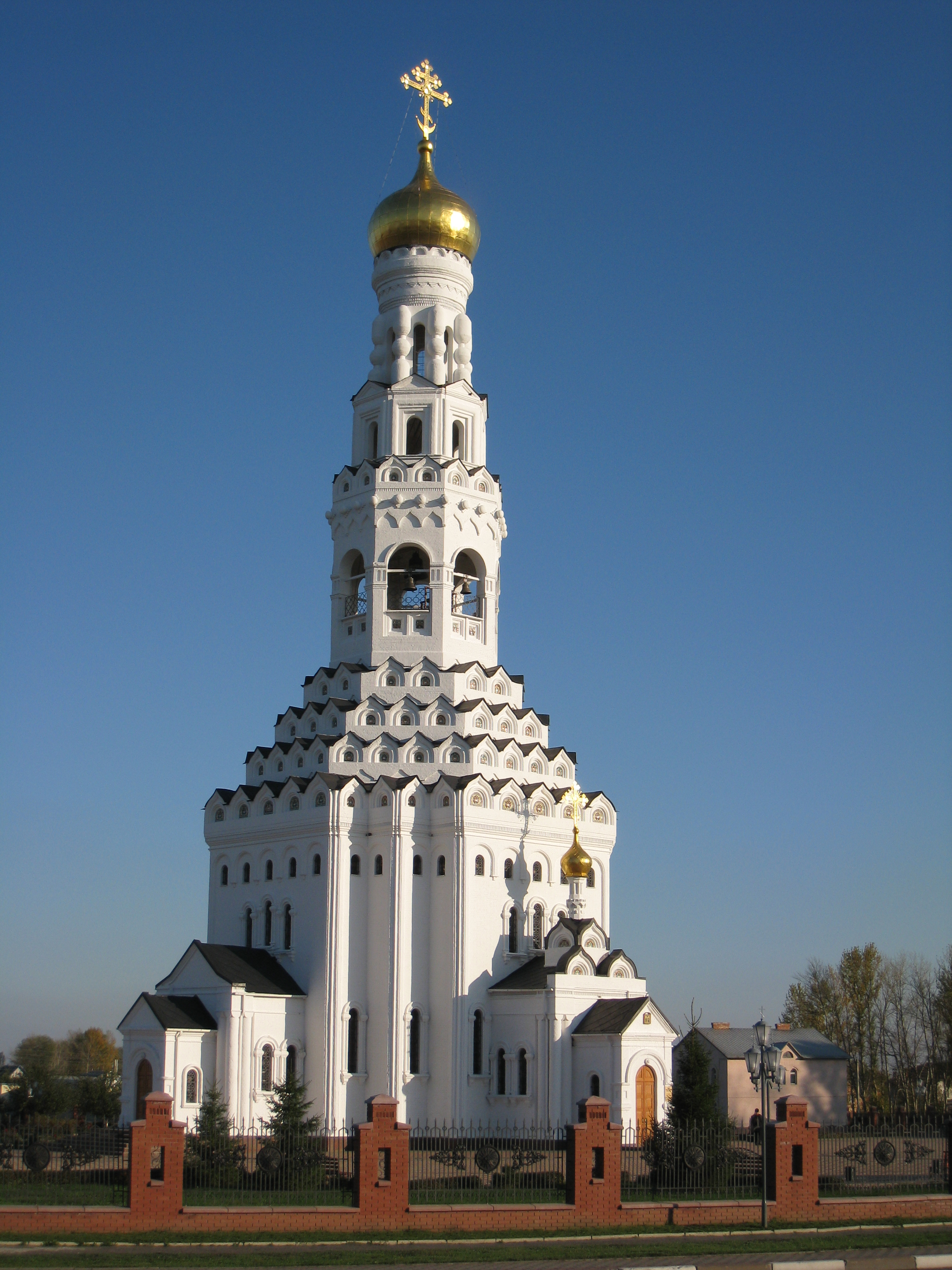
Храм Святых Апостолов Петра и Павла
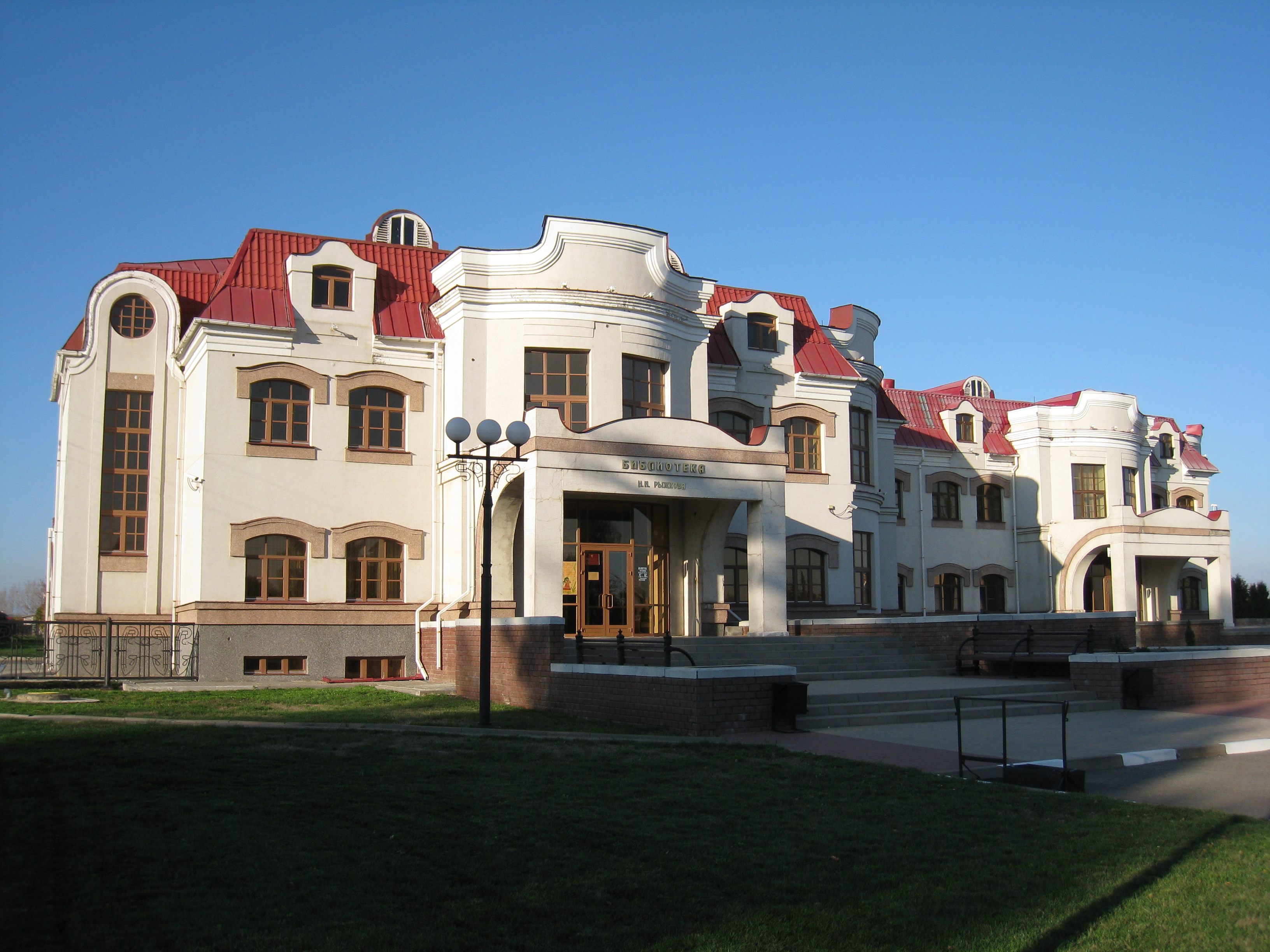
Библиотека Н. И. Рыжкова
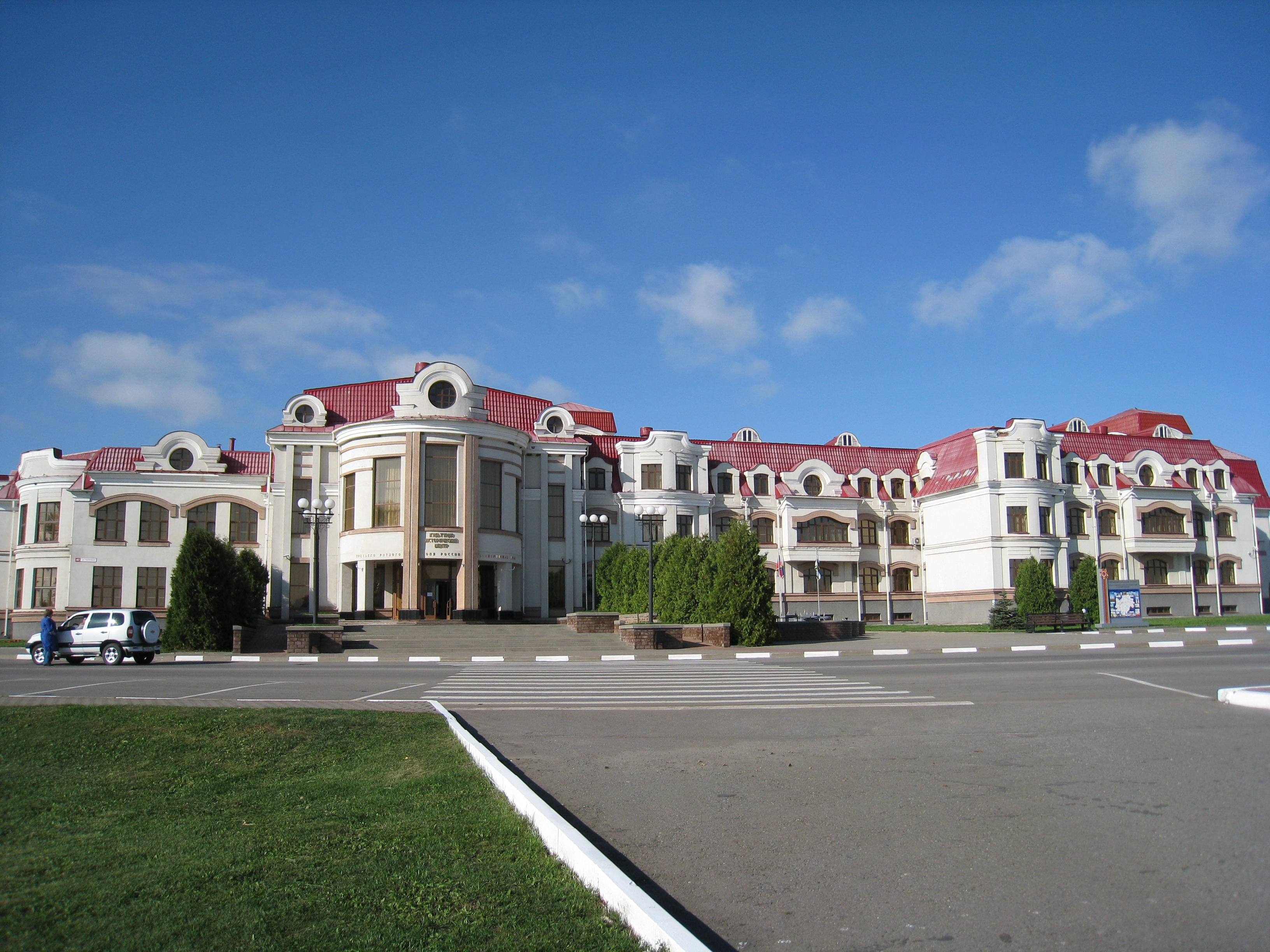
Культурно-исторический центр третьего ратного поля России «Прохоровское поле»
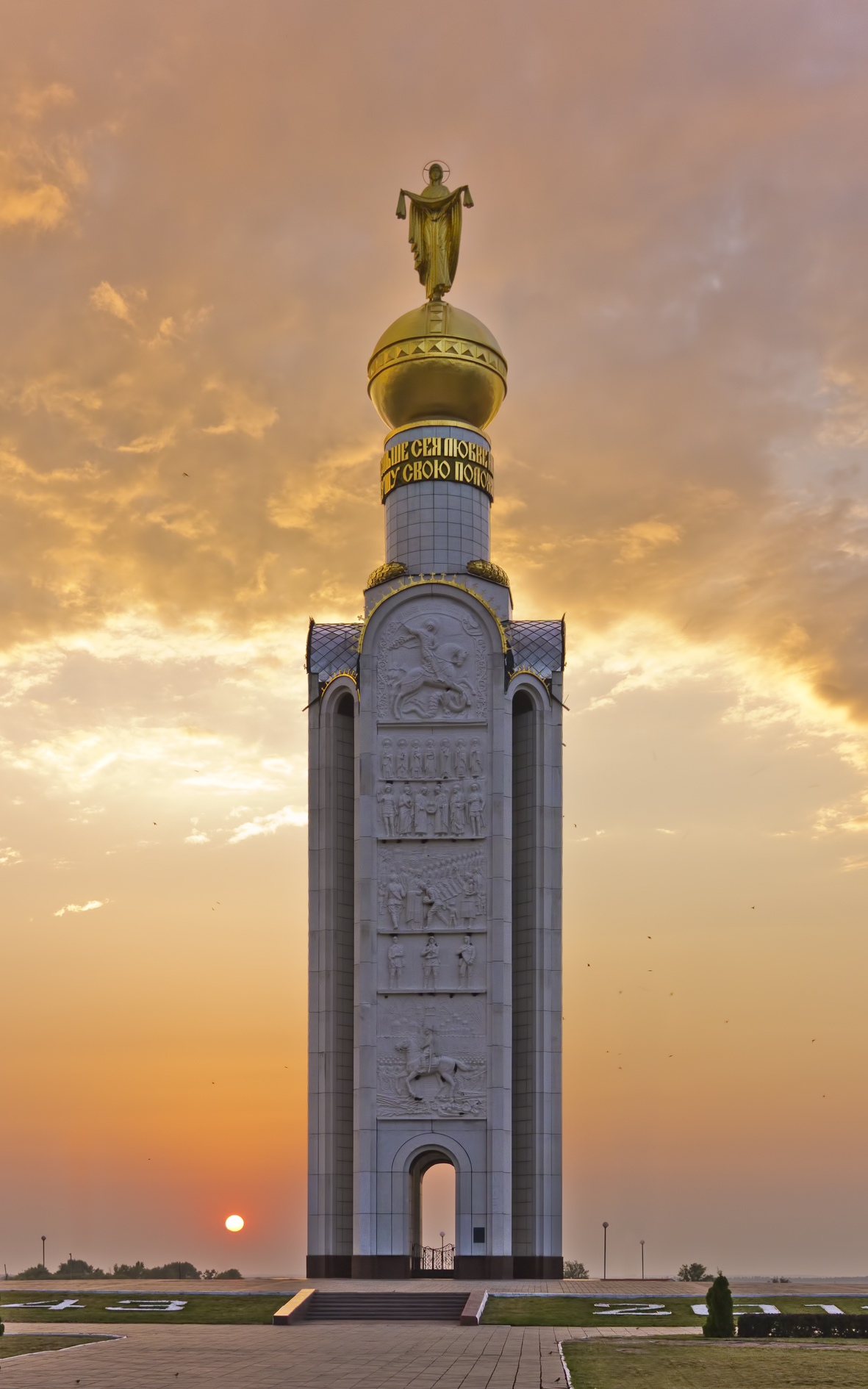
Памятник Звонница
Памятник автору Звонницы Клыкову В. М.
«Воинам, павшим на Прохоровском поле»
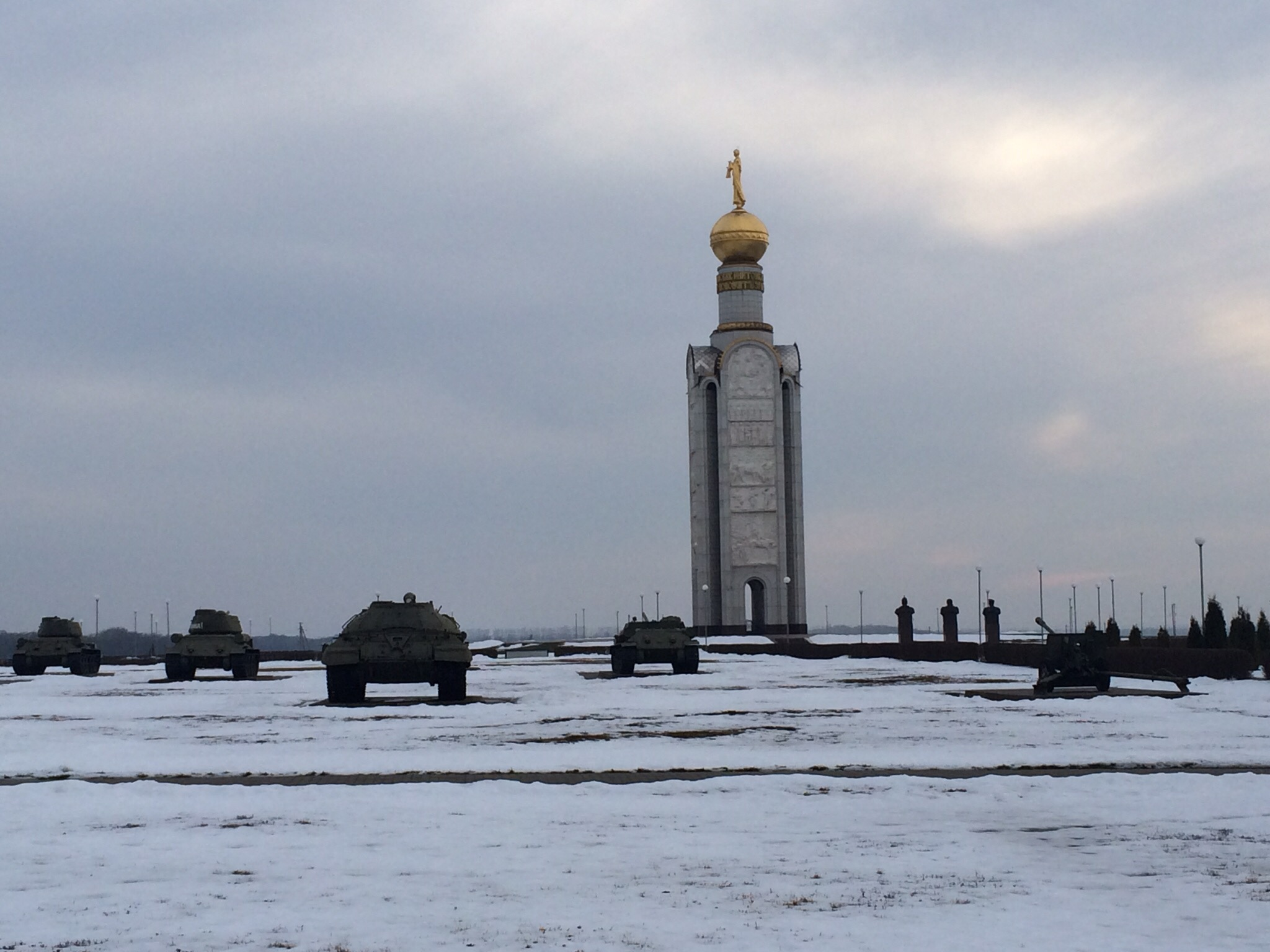
Звонница на Прохоровском поле

Фестиваль Небосвод Белогорья
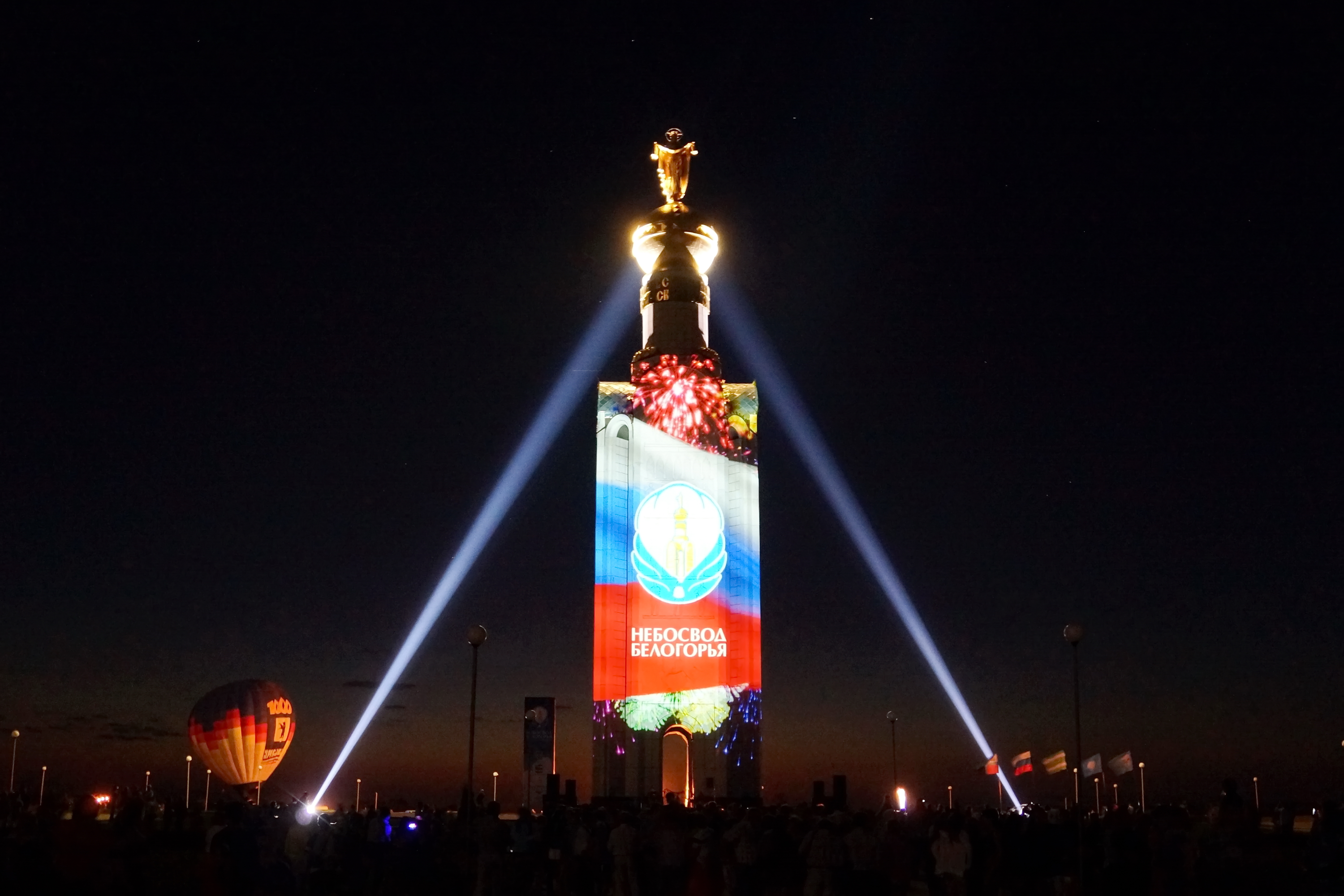
Проекционное шоу
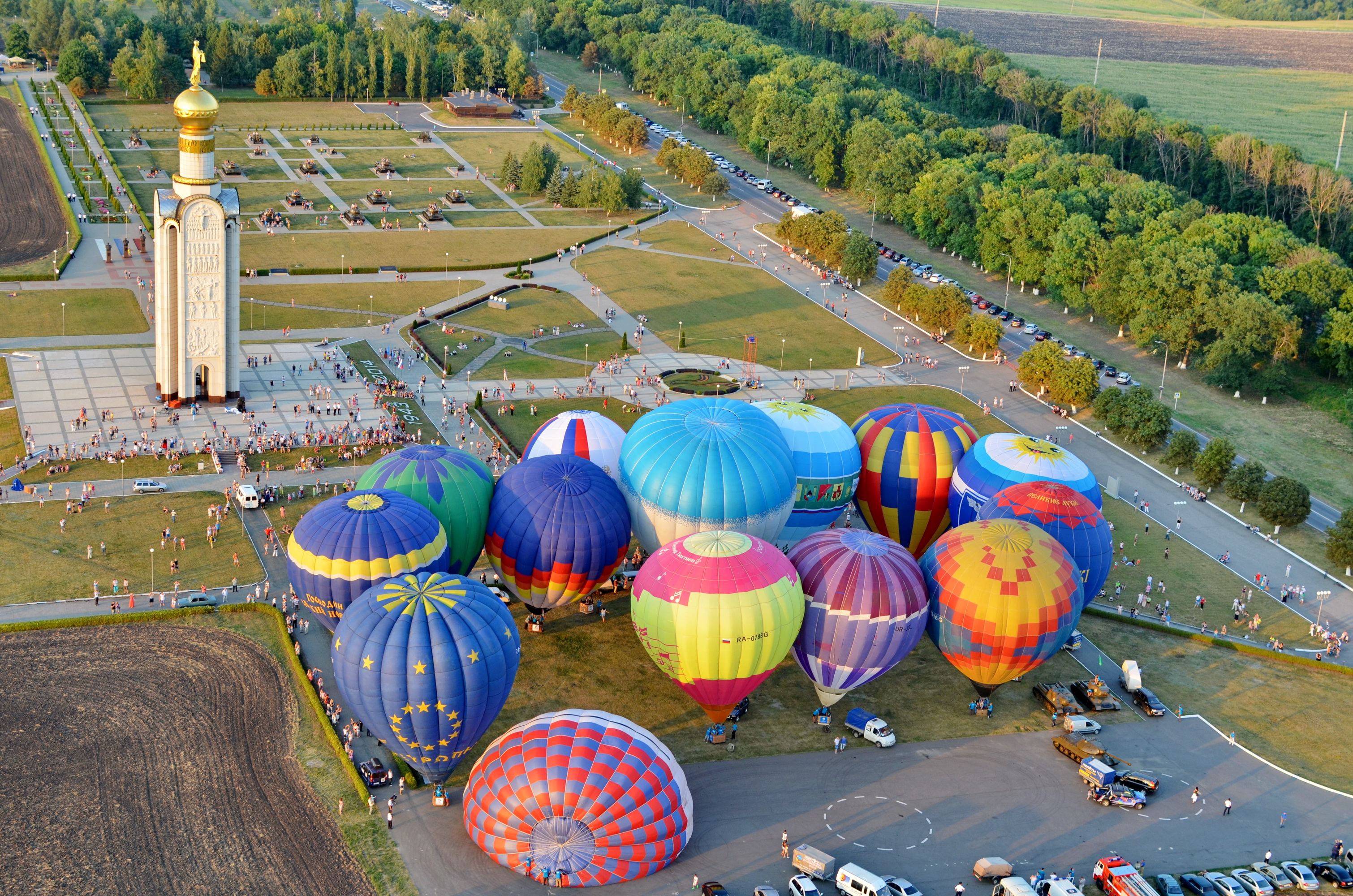
Парад аэростатов, 2 августа 2014 года
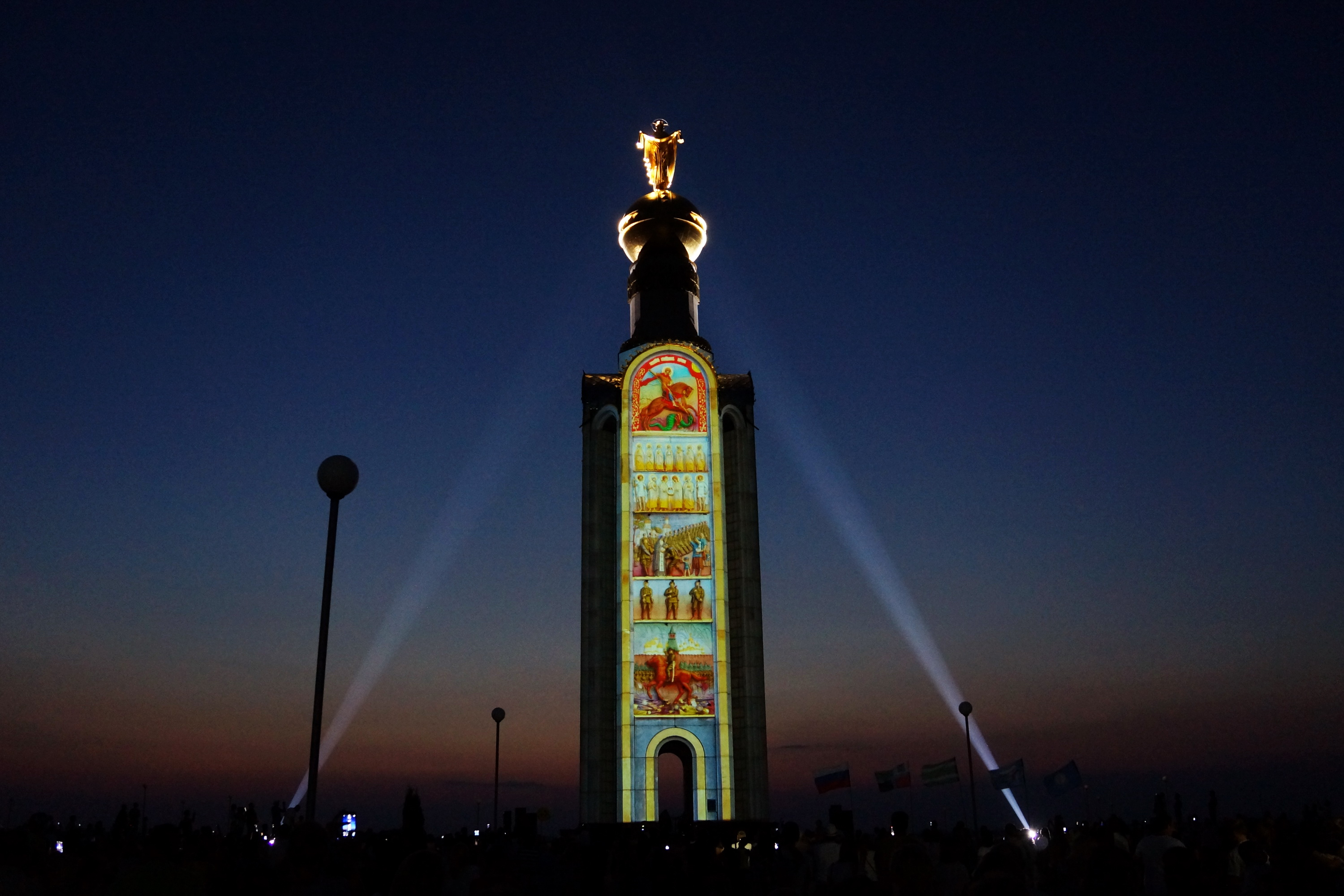
Проекционное шоу, 2 августа 2014 года
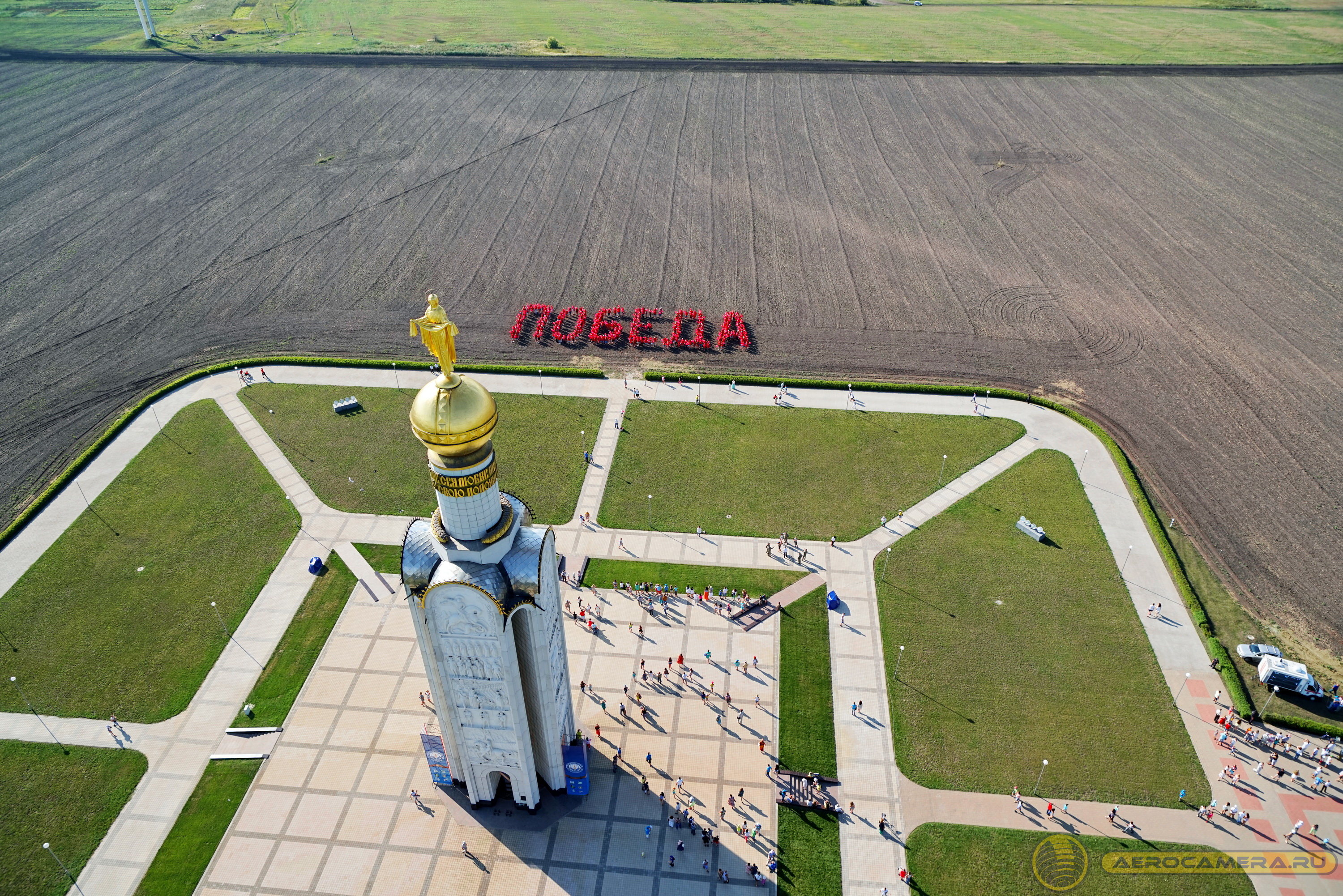
Флешмоб Победа, 2015
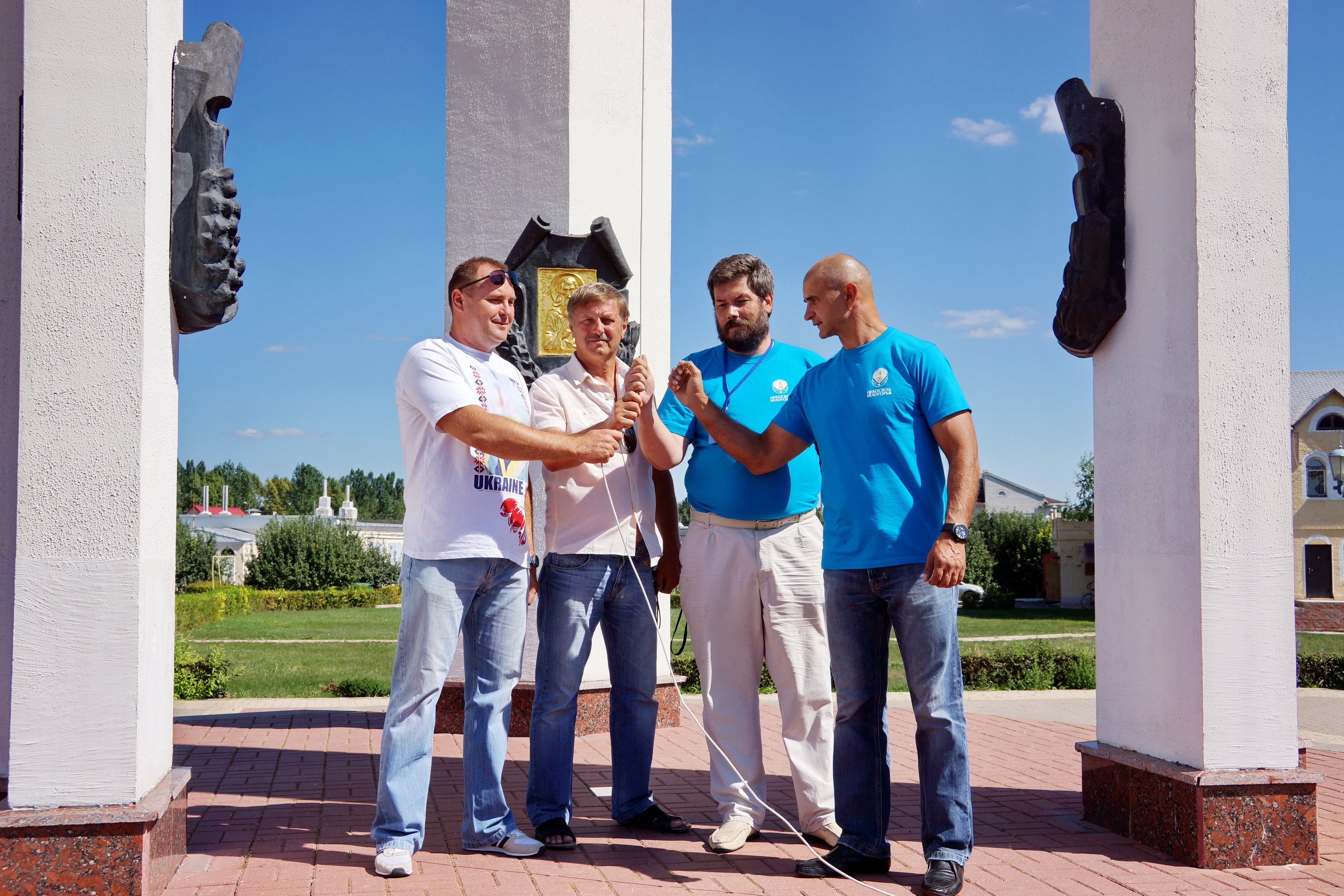
Символический звон в колокол единения трёх братских народов, 17 августа 2013 года
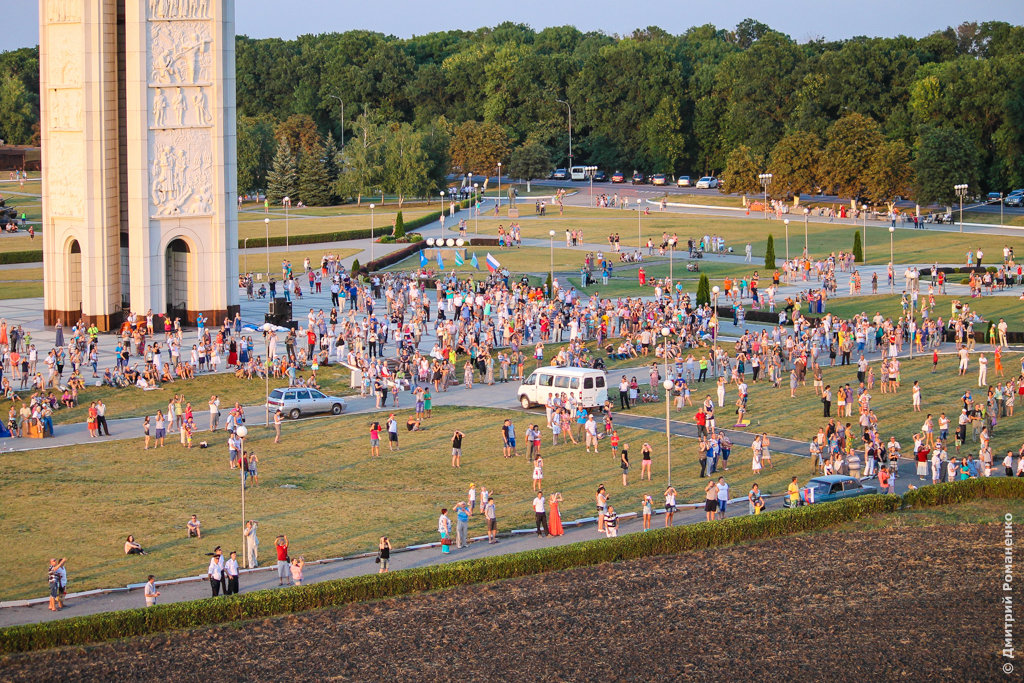
2014